# 三重県立飯南高等学校
三重県立飯南高等学校（みえけんりつ いいなんこうとうがっこう）は、三重県松阪市飯南町粥見に所在する公立の高等学校。1999年（平成11年）に、全国初の連携型中高一貫教育を導入し、旧飯南郡内の飯高西、飯高東、飯南の3中学校との一貫教育を実施している。

## 設置学科
- 総合学科
  - 郷土環境系列
  - 介護福祉系列
  - 総合進学系列
  - コンピュータ系列

## 沿革
- 1948年8月30日 - 三重県松阪北高等学校粥見分校として開設される。
- 1949年3月31日 - 三重県松阪高等学校粥見分校と改称される。
- 1950年3月31日 - 三重県粥見高等学校と改称され、定時制課程が設置される。
- 1952年4月1日 - 定時制課程の募集を停止し、全日制普通課程が設置される。
- 1955年4月1日 - 三重県立粥見高等学校と改称される。
- 1958年4月1日 - 三重県立飯南高等学校と改称される。
- 1999年4月1日 - 普通科を総合学科に改編し、連携型中高一貫教育を導入する。
- 2002年2月28日 - ISO14001を認証取得する。
- 2009年12月17日 - 校庭に猟犬など7匹のイヌが侵入、生徒5人が噛まれてけがを負う[1]。

### 教育の特色
2012年度より、3年生が自身の卒業証書を三重県指定伝統工芸品である深野和紙で作るという体験活動を行っている。

## 学校行事
- キャンパスインターンシップ（5月）
- クリーンキャンペーン（6月）
- 体育祭（6月）
- クラスマッチ（7月）
- 中高一貫教育生徒交流会（8月）
- 文化祭（10月）
- インターンシップ（11月）
- カルタ会（1月）

## 生徒会活動・部活動など

### 部活動
| 運動系 - 野球部 - サッカー部 - テニス部 - バレーボール部 - バドミントン部 - 卓球部 | 文化系 - 英会話クラブ - 吹奏楽部 - 茶道・華道部 - 美術部 - ボランティア部 - グリーンクラブ - 商業クラブ - 生徒会執行部 |

## 著名な出身者
- 森本哲生（政治家）